# カシオペヤ座ロー星
カシオペヤ座ρ星（カシオペヤざローせい、Rho Cassiopeiae、ρ Cas）は、カシオペヤ座の方角にある黄色極超巨星である。
ガイア計画の第2回公開データの年周視差を元に算出される太陽系からの距離は約3,400光年。
黄色極超巨星は、宇宙でも最も珍しい恒星のタイプの1つであり、銀河系全体でわずか7個しか知られていないが、カシオペヤ座にはこの恒星の他に、カシオペヤ座V509星もある。カシオペヤ座ρ星は単独星であり、SRD型の半規則型変光星に分類される。

## 観測

太陽の半径を1 R☉とすると、左から右に:ピストル星 (340 R☉)、カシオペヤ座ρ星 (450 R☉)、ベテルギウス (1000 R☉)、おおいぬ座VY星 (1420 R☉)

この恒星は1603年にヨハン・バイエルが著した星表『ウラノメトリア』に収録されており、バイエル符号が与えられている。ジョン・フラムスティードが1712年に著した星表では、恒星は星座ごとに赤経の順に並べられ、この恒星には、カシオペヤ座7番星というフラムスティード符号が与えられている。
カシオペヤ座ρ星の光度は不安定で、4.1等から6.2等まで変光する。1946年には6等級まで暗くなり、温度は約4000Kまで下がった。同様の爆発は1893年にも記録されており、カシオペヤ座ρ星はこのような爆発を約50年おきに繰り返していることが示唆される。この爆発は、2000年から2001年に再び起こり、地球質量の約1万倍、太陽質量の約3%に当たる物質を吹き飛ばし、これまで知られる最大のアウトバーストの1つとなった。この数か月のうちに7,000 Kから4,000 Kまで温度が低下しているのが観測された。2013年にはシェルの放出によって、スペクトルの劇的な変化と、可視波長での0.5等級の減光が生じた。
これらの観測結果は、カシオペヤ座ρ星が核燃料のほとんどを消費し尽くしていることを証明しているものであり、既に超新星爆発しているが、その光はまだ地球に届いていないか、近い未来に超新星爆発すると考えられている。
後の観測では、爆発が同じ間隔で起こり続けていることが判明している。このことから、この恒星は、これから1万年の間に太陽質量の20倍を失うと推定されている。